# Gare centrale de Göteborg
La gare centrale de Göteborg est la gare principale de Göteborg, Suède. Le propriétaire et administrateur de la gare est Jernhusen.

## Situation ferroviaire
La gare se trouve le terminus de la ligne du Bohus.

## Histoire
La gare date de 1858; avant ceci, le centre de détention et d'administration de Göteborg se trouvait sur les lieux. La prison était sur le site de 1816 à 1855. En 1855, il y avait 16 employés qui veillent sur les services de train à Göteborg.
Le premier architecte était Adolf Wilhelm Edelsvärd. Un feu en 1923 détruit une partie de la gare; la gare a été élargi et reconstruit par la suite d'après des dessins de Folke Zettervall. 

## Service des voyageurs

### Accueil
La SJ offre un bureau de Voyages SJ avec guichet et un salon des passagers {SJ Lounge).

### Desserte
Elle est en relation avec la gare de Strömstad.